# Panagiotis Gennadius
Panagiotis Georgiou Gennadius (en grec moderne : Παναγιώτης Γεωργίου Γεννάδιος) est un botaniste et agronome grec, né en 1848 et mort en 1917.

## Biographie
Diplômé de sciences physiques et d'histoire naturelle en 1878 dans l'Illinois (USA), il retourne en Grèce où il est nommé professeur d'histoire naturelle à Athènes (1879-1880). Puis jusqu'en 1894, il sera inspecteur chargé de l'agriculture au ministère de l'intérieur, et directeur de l'arboretum et de l'école d'agriculture d'Athènes. En 1895, il est nommé inspecteur général de l'agriculture à Chypre, puis plus tard, à son retour en Grèce, il retrouve son poste au ministère de l'Intérieur.
Il publie le journal Greek Agriculture en 12 volumes (1885-1896), Botanical Dictionary, les trois volumes About agriculture in Cyprus, The products of oaks, Poultry farming, Agricultural products et de nombreuses autres études.
Il deviendra membre de la Société entomologique de France. Il décrira six nouvelles espèces d'insectes en Grèce, à Chypre et en Turquie, et notamment Aleurodes (Bemisia) tabaci (Gennadius, 1889).